# Escampavía Princesa Luisa
La Princesa Luisa fue un escampavía de la Armada de Chile, que lo compró a principios de 1880. Anteriormente, este buque operaba en las guaneras de Tarapacá. En agosto de 1879, Perú lo intentó comprar, pero por falta de dinero solo adquirió el vapor Arno.
Tomó parte activa en el bloqueo de El Callao en 1880, durante la Guerra del Pacífico. El 16 de septiembre de 1880, rechazó el ataque de dos lanchas peruanas mientras mantenía el bloqueo. El 17 de septiembre de 1880, rechazó el ataque de cuatro lanchas peruanas. 
El 21 y 22 de noviembre de 1880 participa en el desembarco de Curayaco. 
El 6 de diciembre participa en el segundo combate de torpederas en El Callao. El 9 de diciembre de 1880 participa en el bombardeo de El Callao, siendo sometido a reparaciones posteriormente. 
Por Documento N.º 26 del comandante general de Marina de fecha 1 de junio de 1880 se le incorpora a la Escuadra. 
A partir del 3 de junio de 1880 tomó el nombre de Lautaro, pero en la mayoría de los partes oficiales se le siguió nombrando con su nombre original hasta principios de 1881. 
Por D.S.Nª 595 de 20 de julio de 1904 se le designó el nombre de Contramaestre Micalvi